# Shaggy Rogers
Norville "Shaggy" Rogers is een fictief persoon uit de Amerikaanse animatieserie Scooby-Doo. Shaggy is een van de leden van het bedrijf “Mystery Inc.”, en goede vrienden met de hond Scooby-Doo. Hij is ook de chauffeur van de Mystery Machine als Fred niet aanwezig is.

## Personage
Shaggy lijkt sterk op een stereotiepe persoon uit de jaren 60, de tijd waarin de originele serie Scooby-Doo, Where Are You! werd gemaakt. Vooral zijn manier van spreken en zijn uiterlijk zijn kenmerkend. Hij is slank met bruin haar en een ruige sik. Hij gaat meestal gekleed in een groen T-shirt met bruine bell bottoms. Hij lijkt op die manier nog wel het meest op een jaren 60 beatnik of hippie. De inspiratie voor het personage kwam van het personage dat Bob Denver speelde en de sitcom The Many Loves of Dobie Gillis. In latere series droeg Shaggy ook wel een rood shirt.
Zowel Shaggy als Scooby-Doo hebben een bijna onstilbare eetlust.. Tevens vertonen ze beide laf gedrag en zijn vaak de vrolijke noot in de series. Terwijl hun collega’s het mysterie in een aflevering op proberen te lossen, lopen Shaggy en Scooby voortdurend de monsters en spoken tegen het lijf.
Desondanks is Shaggy wel van nut voor het team. Hij is vaak, met tegenzin, levend aas voor de val die het team voor een monster zet, of moet als afleiding dienen.
Shaggy kan zich goed vermommen en was een kampioen midgetgolf.
Shaggy’s persoonlijkheid is ook deels beïnvloed door zijn stemacteurs. Zo was Shaggy een tijd lang vegetariër op aandringen van de originele stemacteur Casey Kasem.

### Acteurs
- Casey Kasem  (1969-1997, 2002-2014 †)
- Billy West (1998)
- Scott Innes (1998-2009, 2017-2020
- Scott Menville (2006-2008)
- Will Forte (2020)
- Iain Armitage (2020-2022)
- Sam Richardson (2023)
- Matthew Lillard (live-action films en stem van 2004-heden)
- Cascy Beddow (jonge versie in live-action film)
- Nick Palatas (Scooby-Doo! The Mystery Begins)

### Bekende uitspraken
- Zoinks!
- Like no way man!
- T-t-t-th-th-the ghost!
- Gang way!
- What is it, Scoob?
- Scoob! Old friend, Old buddy, Old pal!
- 'Scooby Doo! Where are you?!
- Check out that crazy house Scoob!
- Maybe there's food inside!

## Familie
Enkele familieleden van Shaggy die in de loop van de series te zien waren zijn:
- Mr. & Mrs. Samuel Chastain "Mom & Pops" Rogers: Shaggy's ouders. Zijn vader is een politieagent.
- Maggie Rogers: Shaggy's zus.
- Wilfred: Maggie's verloofde/echtgenoot en Shaggy’s zwager.
- Gaggy Rogers: Shaggy's oom, die graag practical jokes uithaalt.
- Oom Shagworthy: Shaggy's rijke oom, die al net zo’n voedselfanaat is als zijn neef.
- Oudoom Nat: Shaggy's oudoom.
- Fearless Shagaford: Shaggy's oom die het Fearless detectivebureau runt.
- Betty Lou Shaggbilly: Shaggy's zuidelijke neef, een hillbilly.
- Oom Beauregard: Shaggy's oom uit de Amerikaanse Burgeroorlog. Is overleden, maar werd gezien in Scooby-Doo Meets the Boo Brothers
- Oom Albert: een uitvinder die in Shaggy & Scooby-Doo Get a Clue! zijn fortuin een landhuis nalaat aan Shaggy.

Een voorouder van Shaggy is de pelgrim McBaggy Rogers, die in 1620 naar Plymouth, Massachusetts kwam.

## Vriendinnen
- Googie: In Scooby-Doo and the Reluctant Werewolf had Shaggy tijdelijk een relatie met haar.

- Crystal: In Scooby-Doo and the Alien Invaders ontmoette Shaggy een meisje genaamd Crystal, die beweerde dat zij en haar hond Amber natuurfotografen waren. Shaggy en Scooby werden meteen verliefd op het duo. Later bleken ze aliens te zijn.

- Mary-Jane: In de film Scooby-Doo probeert Shaggy een relatie te beginnen met een vrouw genaamd Mary-Jane, maar helaas voor hem is ze allergisch voor honden.

## Culturele referenties
Shaggy is in veel series geparodieerd waaronder in Saturday Night Live, Robot Chicken, en films als Jay and Silent Bob Strike Back en zelfs Star Wars: Clone Wars (in de vorm van de Jedi “Sha'a Gi”). In de meeste parodieën worden Shaggy’s honger en paranoïde gedrag toegeschreven aan drugsgebruik.